# Спрінг-Веллі-Лейк (Каліфорнія)
Спрінг-Веллі-Лейк (англ. Spring Valley Lake) — переписна місцевість (CDP) в США, в окрузі Сан-Бернардіно штату Каліфорнія. Населення — 9598 осіб (2020).

## Географія
Спрінг-Веллі-Лейк розташований за координатами 34°29′50″ пн. ш. 117°16′8″ зх. д. / 34.49722° пн. ш. 117.26889° зх. д. (34.497185, -117.268882).  За даними Бюро перепису населення США в 2010 році переписна місцевість мала площу 9,15 км², з яких 7,69 км² — суходіл та 1,46 км² — водойми.

## Демографія
Згідно з переписом 2010 року, у переписній місцевості мешкало 8220 осіб у 3072 домогосподарствах у складі 2314 родин. Густота населення становила 898 осіб/км².  Було 3478 помешкань (380/км²).
Расовий склад населення:
| - 78,5 % — білих - 4,9 % — чорних або афроамериканців - 4,6 % — азіатів - 0,7 % — корінних американців - 0,3 % — вихідців з тихоокеанських островів - 5,9 % — осіб інших рас |

До двох чи більше рас належало 5,2 %. Частка іспаномовних становила 18,6 % від усіх жителів.
За віковим діапазоном населення розподілялося таким чином: 23,5 % — особи молодші 18 років, 60,0 % — особи у віці 18—64 років, 16,5 % — особи у віці 65 років та старші. Медіана віку мешканця становила 41,3 року. На 100 осіб жіночої статі у переписній місцевості припадало 95,2 чоловіків;  на 100 жінок у віці від 18 років та старших — 92,2 чоловіків також старших 18 років.
Середній дохід на одне домашнє господарство  становив 79 780 доларів США (медіана — 70 481), а середній дохід на одну сім'ю — 86 213 долари (медіана — 77 241). Медіана доходів становила 54 979 доларів для чоловіків та 46 006 доларів для жінок. За межею бідності перебувало 10,5 % осіб, у тому числі 12,7 % дітей у віці до 18 років та 2,6 % осіб у віці 65 років та старших.
Цивільне працевлаштоване населення становило 3085 осіб. Основні галузі зайнятості: освіта, охорона здоров'я та соціальна допомога — 30,7 %, роздрібна торгівля — 12,2 %, фінанси, страхування та нерухомість — 8,9 %, транспорт — 8,3 %.